# Vinodolski Kanal
Vinodolski Kanal är en kanal i Kroatien. Den är belägen i länet Gorski kotar, i den centrala delen av landet, 120 km sydväst om huvudstaden Zagreb.
Klimatet i området är tempererat. Årsmedeltemperaturen i trakten är 14 °C. Den varmaste månaden är juli, då medeltemperaturen är 26 °C, och den kallaste är januari, med 4 °C. Genomsnittlig årsnederbörd är 2 192 millimeter. Den regnigaste månaden är november, med i genomsnitt 305 mm nederbörd, och den torraste är juni, med 111 mm nederbörd.